# Orkiestra (film 1990)
Orkiestra (ang. The Orchestra, fr. L'orchestre) – film animowany z 1990 roku, w reżyserii Zbigniewa Rybczyńskiego.
Jest to dzieło fantasmagoryczne, wypełnione symbolami i odwołaniami kulturowymi. Przedstawia los człowieka, którego życie i śmierć stanowią nieodłączną i spójną całość: w scenie otwierającej i zamykającej obraz pojawia się karawan. Wedle słów Tadeusza Sobolewskiego: „Sposób przedstawienia losu człowieka jako całości, w jednym obrazie, nasuwa na myśl alegorie średniowieczne, czy renesansowe.” W filmie znajdują się także odwołania do ustrojów komunistycznych i nieuchronnego upadku każdego z nich.
Całość Orkiestry składa się z sześciu płynnie następujących po sobie sekwencji, z których każda dzieje się w innym miejscu i ilustrowana jest jedną ze znanych kompozycji, kolejno:
1. XXI Koncert fortepianowy Mozarta,
2. Marsz pogrzebowy Fryderyka Chopina,
3. Adagio Tomasa Albinoniego,
4. Sroka złodziejka Rossiniego,
5. Ave Maria Franza Schuberta,
6. Boléro Maurice’a Ravela.

Film został wyprodukowany w systemie HDTV, we własnym studiu reżysera, Zbig Vision Studio w Hoboken pod Nowym Jorkiem. Dzięki urządzeniom, które Rybczyński sam skonstruował, mógł otrzymać efekt płynących, obracających się przestrzeni. Autorką choreografii jest Patricia „Pat” Birch.
Na potrzeby Orkiestry, oprócz tych w studiu, wykonano zdjęcia w Luwrze, katedrze w Chartres i operze Garnier.

## Nagrody
- 1990 – Nagroda Emmy za wybitne osiągnięcia w dziedzinie efektów specjalnych (Outstanding Achievement in Special Effects)[1][6][7]
- 1990, Palermo – Prix Italia za najwyższe wartości artystyczne (Prix Italia for Arts)[1][4][5][6][7]
- 1990, Tokio-Montreux – IECF, Nagroda Specjalna[1][6]
- 1990, Tokio – Nagroda Hi Vision[1][7]
- 1991, Tokio – A.V.A. Festival, Grand Prix[1][6]